# Bouriège
Bouriège är en kommun i departementet Aude i regionen Occitanien  i södra Frankrike. Kommunen ligger  i kantonen Limoux som ligger i arrondissementet Limoux. År 2022 hade Bouriège 151 invånare.

## Befolkningsutveckling
Antalet invånare i kommunen Bouriège
Referens: INSEE